# انتدبت قاتل بعقد
انتدبت قاتل بعقد هو فيلم من نوع مقتبس ‏ ودراما وكوميديا أُصدر في 1990. الفيلم من توزيع Finnkino ‏، وهو من إخراج أكي كاوريسمكي، أما السيناريو فكان من كتابة أكي كاوريسمكي وبيتر فون باغ. الفيلم مقتبسٌ من محن صيني في الصين من تأليف جول فيرن.

## القصة
تقع أحداث الفيلم في لندن.

## طاقم التمثيل
- اركي لاهتي  [لغات أخرى]‏
- روبرتو جيش التحرير الشعبي الصيني [الإنجليزية]‏
- تريفور بوين
- والتر سبارو [الإنجليزية]‏
- أكي كاوريسمكي
- جان بيير لو
- Joe Strummer [الإنجليزية]‏
- كينيث كولي
- سيرج ريجيانى
- Margi Clarke [الإنجليزية]‏
- Peter Graves, 8th Baron Graves [الإنجليزية]‏
- توني رور

## الإنتاج
موسيقى الفيلم التصويرية كانت من تأليف بيلي هوليدي.

## وصلات خارجية
- انتدبت قاتل بعقد على موقع IMDb (الإنجليزية)
- انتدبت قاتل بعقد على موقع روتن توميتوز (الإنجليزية)
- انتدبت قاتل بعقد على موقع ألو سيني (الفرنسية)
- انتدبت قاتل بعقد على موقع Turner Classic Movies (الإنجليزية)
- انتدبت قاتل بعقد على موقع أول موفي (الإنجليزية)
- انتدبت قاتل بعقد على موقع فيلمافينيتي (الإسبانية)
- انتدبت قاتل بعقد على موقع قاعدة بيانات الأفلام السويدية (السويدية)
- انتدبت قاتل بعقد على موقع قاعدة بيانات الفيلم (الإنجليزية)
- انتدبت قاتل بعقد على موقع ليتربوكسد (الإنجليزية)
- انتدبت قاتل بعقد على موقع كينوبويسك (الروسية)